# The Art of Carmen McRae
The Art of Carmen McRae — сборник американской певицы Кармен Макрей, выпущенный 27 января 2004 года на лейбле Collectables Records в рамках серии «Collectables Jazz Classics». Содержит записи, сделанные ею для Atlantic Records в конце 1960-х начале 1970-х годов.

## Об альбоме
Двухдисковое издание включает песни с двух концертных пластинок Макрей, которые она выпустила для Atlantic Records, The Great American Songbook (1972) и Live at Century Plaza (1975), а также студийных альбомов Portrait of Carmen (1968), The Sound of Silence (1968) и Just a Little Lovin’ (1970), синглов и альбома Bittersweet, вышедшего в 1964 году на лейбле Focus. Исключением является альбом For Once in My Life (1967), который составляет весь второй диск.

## Отзывы критиков
| Оценки критиков           | Оценки критиков |
| Источник                  | Оценка          |
| ------------------------- | --------------- |
| AllMusic                  | [ 1 ]           |
| The Penguin Guide to Jazz | [ 2 ]           |

Тим Сендра из AllMusic написал: «В ту эпоху Макрей была на пике своих интерпретаторских способностей, превращая стандарты и современные поп-песни в личное выражение радости и душевной боли, а её голос, хотя и не такой чистый, как раньше, по-прежнему вызывал удивление, он очень мощный и всегда принадлежал только ей. Вы могли бы потратить время, бьясь головой о стену, задаваясь вопросом, почему эти песни, казалось бы, вставлены наугад или почему примечания к обложке содержат очень мало документации, но на самом деле в этом нет необходимости — вместо этого лучше просто наслаждаться диском таким, какой он есть: очень хорошей подборкой лучших работ Макрей». Американской музыковед Гари Теруа в примечаниях к альбому отметил, что «подборка раскрывает способность Кармен взять практически любую песню и сделать её своей — от лучших песен The Beatles до элегантных мелодий Дюка Эллингтона».

## Список композиций
Диск первый — The Art of Carmen McRae
1. «I Only Have Eyes for You» (Эл Дубин, Гарри Уоррен) — 4:12
2. «Here’s That Rainy Day» (Джонни Берк, Джимми Ван Хьюзен) — 2:42
3. «Just a Little Lovin’» (Барри Манн, Синтия Вайль) — 2:10
4. «Didn’t We» (Джимми Уэбб) — 3:23
5. «Day by Day» (Сэмми Кан, Аксель Стордаль, Пол Уэстон) — 2:28
6. «There’s No Such Thing as Love» (Лесли Брикасс, Энтони Ньюли) — 5:03
7. «I Love You More Than You’ll Ever Know» (Эл Купер) — 3:34
8. «I’m Always Drunk in San Francisco» (Томми Вулф) — 3:04
9. «Here, There and Everywhere» (Джон Леннон, Пол Маккартни) — 2:34
10. «Loads of Love» (Ричард Роджерс) — 3:57
11. «My Heart Reminds Me» (Камилло Баргони, Эл Стиллман) — 2:30
12. «When Sunny Gets Blue» (Марвин Фишер, Джек Сигал) — 3:48
13. «Elusive Butterfly» (Боб Линд) — 3:01
14. «I Got It Bad (And That Ain’t Good)» (Дюк Эллингтон, Пол Фрэнсис Уэбстер) — 3:27
15. «Satin Doll» (Дюк Эллингтон, Джонни Мерсер, Билли Стрейхорн) — 4:31
16. «The Ballad of Thelonious Monk» (Джимми Роулз) — 4:48
17. «Watch What Happens» (Норман Гимбел, Антуан Ле Гранд, Мишель Легран) — 2:32
18. «The Meaning of the Blues» (Бобби Труп, Леа Уорт) — 2:47
19. «Gloomy Sunday» (Режё Шереш, Сэм Льюис, Ласло Явор) — 4:06
20. «I’m Gonna Laugh You Right Out of My Life» (Сай Коулман, Джо Маккарти) — 3:20
21. «Silent Spring» (Аллан Пол Шаткин) — 3:03
22. «Come Sunday» (Дюк Эллингтон) — 2:36

Диск второй — For Once in My Life
1. «For Once in My Life» (Рон Миллер, Орландо Мурден) — 2:46
2. «Don’t Talk» (Тони Ашер, Брайан Уилсон) — 2:56
3. «Until It’s Time for You to Go» (Баффи Сент-Мари) — 3:03
4. «Got to Get You into My Life» (Джон Леннон, Пол Маккартни) — 2:37
5. «Our Song» (Тони Кларк, Умберто Бинди, Ниса Калифано) — 3:08
6. «Come Live With Me» (Джонни Китинг, Леа Уорт) — 2:10
7. «The Look of Love» (Берт Бакарак, Хэл Дэвид) — 3:10
8. «It’s Not Going That Way» (Джонни Китинг, Леа Уорт) — 3:00
9. «I Just Wasn’t Made for These Times» (Тони Ашер, Брайан Уилсон) — 2:56
10. «Worlds of Time» (Джордж Дэвид Вайс) — 2:35
11. «Flying» (Кэролин Ли, Майк Столлер) — 2:36